# كريستينا ماي (منافسة ألعاب القوى)
كريستينا ماي (بالألمانية: Christina Mai)‏ هي منافسة ألعاب القوى ألمانية، ولدت في 3 سبتمبر 1961 في دورتموند في ألمانيا.

## وصلات خارجية
- كريستينا ماي على موقع الاتحاد الدولي لألعاب القوى (الإنجليزية)